# Fuerza Social y Democrática
Fuerza Social y Democrática (FSD) fue un grupo político chileno. Creado en abril del 2001 por dirigentes y militantes comunistas contrarios a la política oficial del PCCh referida a las organizaciones sociales y sindicales. En su mayoría eran dirigentes del Colegio de Profesores de Chile, encabezados por Jorge Pavez.

## Historia
Realizó su Primer Congreso Social entre el 11 y 12 de octubre de 2002 donde se definió oficial la creación de la FSD.
Participó en la coalición Juntos Podemos Más, pero se retiró en mayo del 2005 —junto al Movimiento SurDA— por divergencias en cuanto a la definición del candidato presidencial de la coalición. Para la segunda vuelta de la elección presidencial del mismo año apoyó a Michelle Bachelet, candidata de la Concertación.
El año 2007, cuando Jorge Pavez perdió en las elecciones del Colegio de Profesores, el grupo Fuerza Social y Democrática pasó a la inactividad.

## Ideología
De acuerdo a su manifiesto Por el Chile que Queremos de abril de 2001, el FSD no se definía a sí mismo como un partido político sino más bien como un movimiento social. Ideológicamente era contraria a las políticas sociales y económicas neoliberales, y tenía una posición de izquierda y progresista con énfasis en la articulación de los movimientos sociales, igualdad legal y social de todos los chilenos, y garantías y real acceso a salud, educación y vivienda. Crítico de la gestión de los gobiernos de la Concertación.
Tuvo participación exclusivamente en organizaciones sociales como sindicatos, federaciones estudiantiles, colegios profesionales, organizaciones ecológicas y de defensa de los derechos humanos. Su base social estaba en el Colegio de Profesores donde participó en las elecciones como Fuerza Social y Democrática del Magisterio.

## Otros miembros
- Luis Mesina